# 泰勒鎮區 (阿勒馬基縣)
泰勒鎮區（Taylor Township），美国艾奥瓦州阿勒马基县的一个鎮區。总面积128.9平方公里，总人口662（2010年）。该鎮區有一个居民点，即哈珀斯费里。